# أكثم (اسم)
أَكْثَم هو اسم علم مذكر من أصل عربي، وجاء الاسم على صيغة أفعل، ومعناه هو الشيء الواسع.

## شخصيات تحمل الاسم
أكثم بن صيفي التميمي
أكثم سليمان
أكثم خامراكولوف
أكثم نعيسة
أكثم عبد الحميد